# بيتا-هيدروكسيلاز الدوبامين
بيتا-هيدروكسيلاز الدوبامين ويسمى كذلك بيتا-أحادي أكسيجيناز الدوبامين (DBH) هو إنزيم يُشفَّر لدى البشر بواسطة جين DBH. بيتا-هيدروكسيلاز الدوبامين يحفز التفاعل الكيميائي التالي:
ركائز الإنزيم الثلاثة هي: دوبامين (4,3-ثنائي هيدروكسي فنيثيلامين)، فيتامين سي (الأسكوربيك)، وO2 ونواتجه الثلاثة هي نورأدرينالين (نورإبينفرين)، حمض الديهيدروأسكوربيك وH2O
كتلته الذرية 290 كيلو دالتون وهو أكسجيناز يحتوي على النحاس ويتكون من أربع وحدات فرعية متماثلة ونشاطه يتطلب الأسكوربيك كعامل مرافق.
بيتا-هيدروكسيلاز الدوبامين هو الإنزيم الوحيد الذي له دور في تخليق النواقل العصبية صغيرة الجزيئات وهو مرتبط بالغشاء، ما يجعل النورإبينفرين الناقل العصبي الوحيد المعروف الذي يُخلَّق داخل حويصلات. يتم التعبير عنه في نهايات العصبونات نورأدرينالية الفعل الخاصة بالجهازين العصبيين المركزي والمحيطي، وكذلك في الخلايا المستقتمة الخاصة بلب الغدة الكظرية.

## الأهمية السريرية
يساهم بيتا-هيدروكسيلاز الدوبامين بشكل أساسي في التخليق الحيوي للكاتيكولامينات والأمينات النزرة. ويساهم أيضا في أيض الجزيئات الغريبة حيويا المرتبطة بهذه المواد، كمثال: يحفز الإنزيم DBH البشري بيتا-هدرلة الأمفيتامين و4-هيدروكسي أمفيتامين منتجا فينيل بروبانولامين وبارا-هيدروكسي نورإفدرين على التوالي.
يعتبر بيتا-هيدروكسيلاز الدوبامين عامل له علاقة في حالات ذات صلة باتخاذ القرار وإدمان العقاقير مثل: الكحول، التدخين،، اضطراب نقص الانتباه مع فرط النشاط، الفصام ومرض آلزهايمر. النقص في إنزيم بيتا-هيدروكسيلاز الدوبامين هو حالة طبية تعرف بعوز بيتا-هيدروكسيلاز الدوبامين.

## البنية

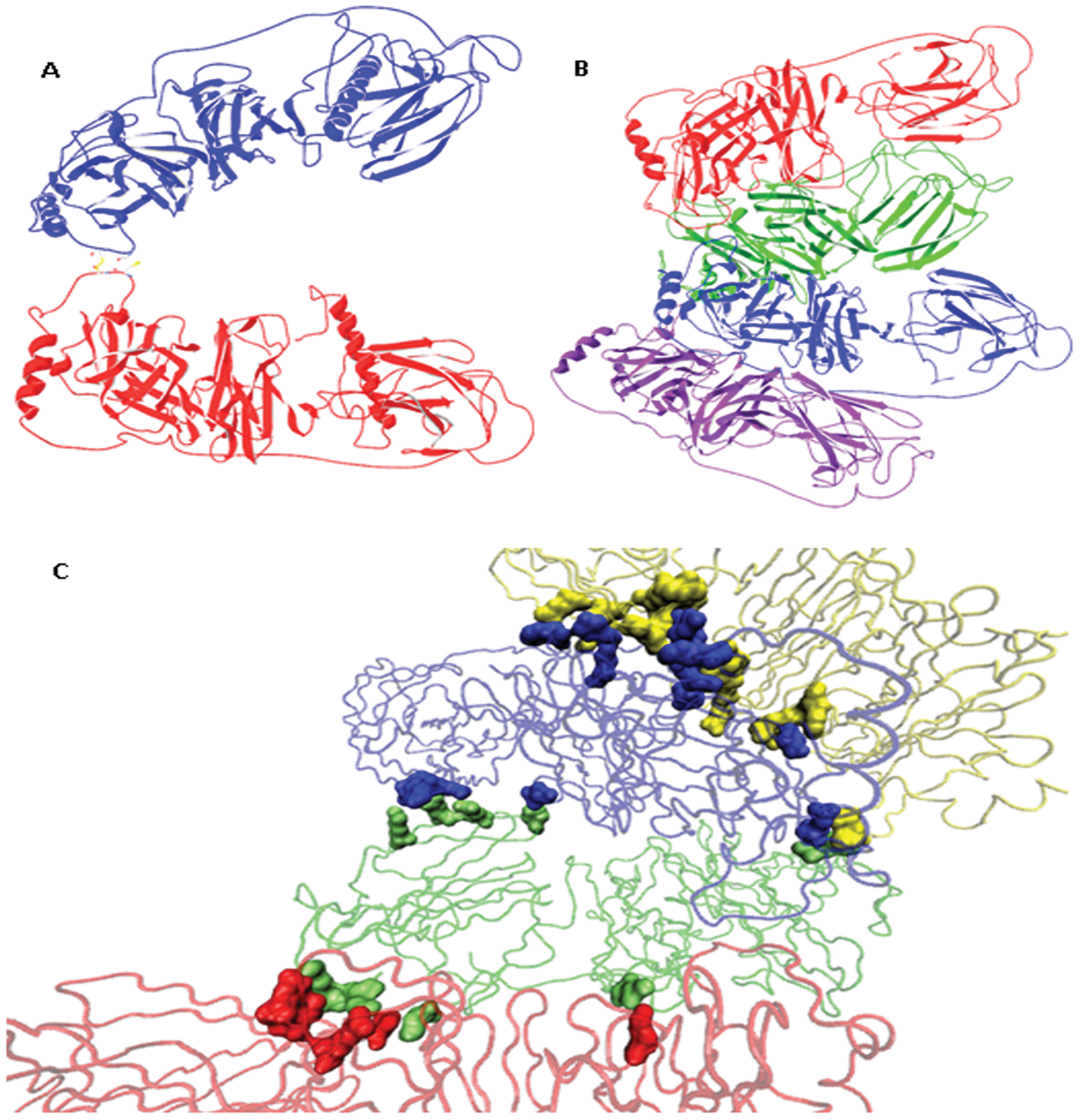
نموذج بنيوي تجريبي لـDBH مبنيا على تنبؤات حاسوبية والتحقق من صحتها الكيميائية الفيزيولوجية.

لأن من الصعب الحصول على بنية كريستالية مستقرة لبيتا-هيدروكسيلاز الدوبامين، فإن بنيته الكريستالية لم تُحدَّد بعد. مع ذلك، يتوفر نموذج متماثل مبني على التسلسل الأولي له مع مقارنته بإنزيم أحادي الأكسيجيناز المهدرل لألفا ببتيديل غليسين (PHM) (en).